# H. Cegielski – Fabryka Pojazdów Szynowych
H. Cegielski – Fabryka Pojazdów Szynowych – przedsiębiorstwo produkujące pojazdy szynowe założone w 1920 w Poznaniu. W 1997 spółka przyjęła obecną nazwę i weszła w skład grupy H. Cegielski – Poznań, a od 2010 jej wyłącznym akcjonariuszem i właścicielem jest Agencja Rozwoju Przemysłu.

## Historia

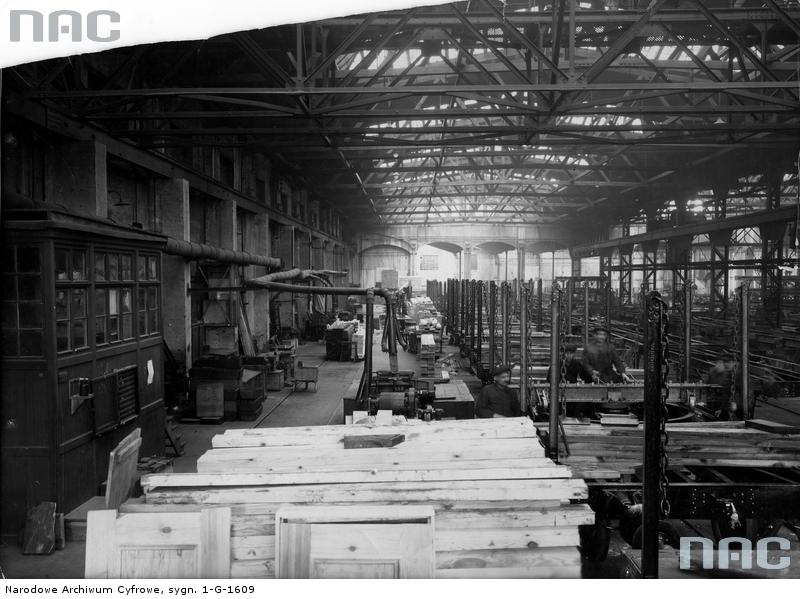
Wnętrze Fabryki Wagonów i Parowozów

Fabryka powstała w 1920 jako część zakładów H. Cegielski Towarzystwo Akcyjne i już w 1921 rozpoczęła produkcję wagonów towarowych. Początkowo były to węglarki kryte i wagony do przewozu szyn, a następnie także wagony specjalne, m.in. pocztowe oraz chłodzone suchym lodem.
W 1926 fabrykę opuścił pierwszy ciężki parowóz towarowy serii Ty23. Do 1932 powstały 164 sztuki tej lokomotywy. W 1927 natomiast na zamówienie Ministerstwa Komunikacji zaprojektowany został pierwszy całkowicie polski parowóz OKl27. Do 1933 wybudowano 122 jego egzemplarze.
Pod koniec lat 20. XX wieku tabor kolejowy stanowił produkcję pierwszoplanową zakładów. W 1928 uruchomiono budowę wagonów osobowych, a w 1930 fabrykę opuścił ich 100. egzemplarz. Zakłady wykonały także na specjalne zamówienie 10 wagonów restauracyjnych dla Paryża.
W 1930 Ministerstwo Komunikacji zamówiło w Zakładach Mechanicznych Hipolita Cegielskiego 9 parowych wagonów motorowych, które zbudowano rok później. W 1934 skonstruowano pierwszą Luxtorpedę, a w 1936 pierwsze wagony sterownicze i doczepne dla jednostek elektrycznych. W 1937 powstały cztery lekkie elektrowozy EL.200 dla Warszawskiego Węzła Kolejowego oraz 10 wagonów tramwajowych dla Poznańskiej Kolei Elektrycznej.
Podczas II wojny światowej zakłady zostały przejęte przez niemiecki koncern zbrojeniowy Deutsche Waffen und Munitionsfabriken, nosiły nazwę DWM Posen i produkowały tabor na potrzeby III Rzeszy. 22 stycznia 1945 Niemcy opuścili fabrykę ewakuując cenniejsze obrabiarki i inne urządzenia, a 28 stycznia została ona ponownie zajęta, tym razem przez wojenną administrację radziecką. 8 lutego Zakłady Cegielskiego zostały przekazane Tymczasowemu Zarządowi Państwowemu.
W 1946 utworzono Zakłady Przemysłu Metalowego H. Cegielski Poznań, a działająca w ich ramach fabryka taboru przyjęła nazwę Fabryka Wagonów. Do 1950 zbudowano w niej ponad 500 wagonów na potrzeby PKP, a w latach 1950-1960 wyprodukowano 2846 wagonów różnych typów dla ZSRR.
Na początku lat 60. zakłady wykonały krótką serię spalinowych wagonów silnikowych serii SN80. W 1967 producent został przemianowany na Fabrykę Lokomotyw i Wagonów i rozpoczął budowę prototypowych spalinowozów typu 301D, a trzy lata później uruchomiono produkcję seryjną lokomotyw serii SP45. W latach 1975–1977 w fabryce zbudowano dwa prototypowe spalinowozy serii SP47, a w latach 1974-1985 konstruowano lokomotywy serii SU46.
W 1977 produkcja spalinowozów została wstrzymana na rzecz elektrowozów. Do 1992 zakłady budowały lokomotywy serii ET41, EU07 i EM10.
W 1995 zakłady przekształcono w spółkę akcyjną, a w 1997 w ramach reorganizacji na bazie Fabryki Lokomotyw i Wagonów powstała niezależna spółka H. Cegielski – Fabryka Pojazdów Szynowych Sp. z o.o. należąca do grupy H. Cegielski – Poznań S.A..
26 marca 2010 Agencja Rozwoju Przemysłu przejęła 100% udziałów spółki, stając się tym samym jej wyłącznym właścicielem.
W kwietniu i wrześniu 2015 Przewozy Regionalne sprzedały łącznie 20 EN57 spółce Polski Tabor Szynowy. Jednostki te zostały następnie zmodernizowane przez FPS.
27 lutego 2018 PKP Intercity podpisało z Fabryką Pojazdów Szynowych umowę na dostawę 55 wagonów osobowych z opcją na dodatkowe 26 wagonów.
3 lipca 2024 roku Grzegorz Kucia został powołany na stanowisko Prezesa Zarządu Fabryki Pojazdów Szynowych.
W tym samym miesiącu spółka podpisała z PKP Intercity największy w swojej historii kontrakt na dostawę 300 nowych wagonów pasażerskich, z opcją rozszerzenia zamówienia o dodatkowe 150 sztuk.

## Działalność

### Oferta
Zakłady oferują:
- produkcję nowych wagonów osobowych i sypialnych do komunikacji międzynarodowej z prędkością do 200 km/h oraz przystosowanych do zmiany rozstawu szyn 1435/1520 mm[12],
- produkcję tramwajów[13],
- produkcję wózków z rodziny 25AN[14],
- remonty, naprawy i modernizacje pojazdów szynowych[15], w tym modernizacje EZT serii EN57[16],
- inne usługi, takie jak produkcja stalowych i aluminiowych konstrukcji spawanych oraz kompletnych pudeł wagonów, szynobusów i tramwajów czy malowanie pojazdów szynowych i konstrukcji metalowych[17].

### Zestawienie wyprodukowanych pojazdów

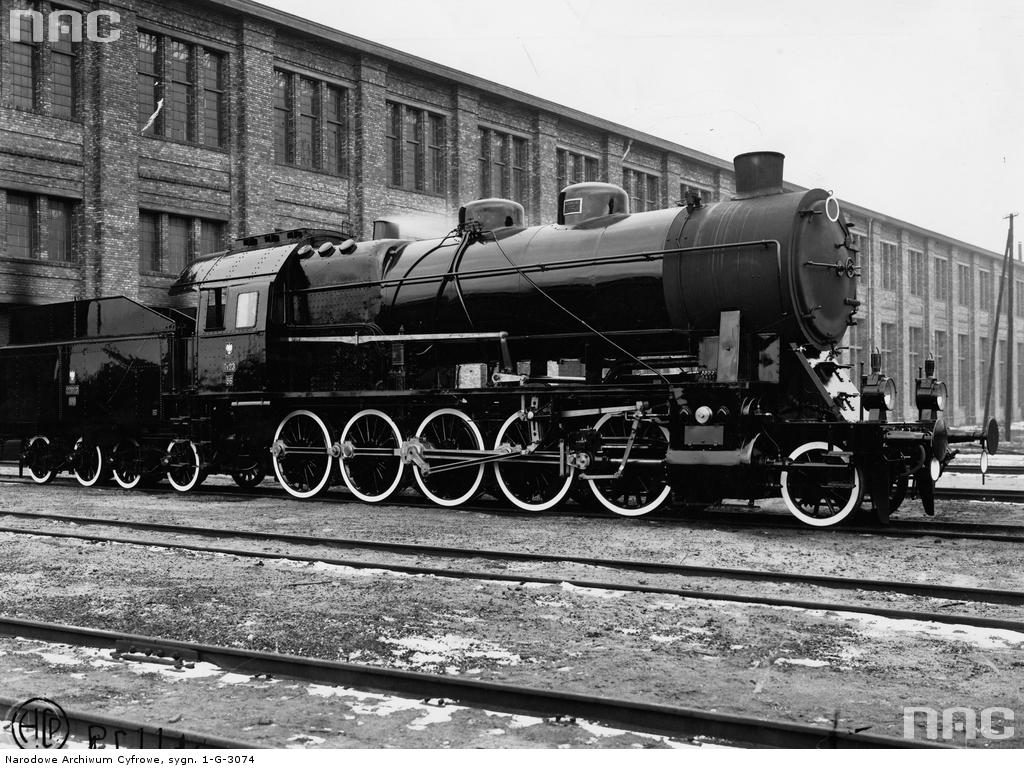
Pierwszy parowóz wybudowany w HCP – Ty23

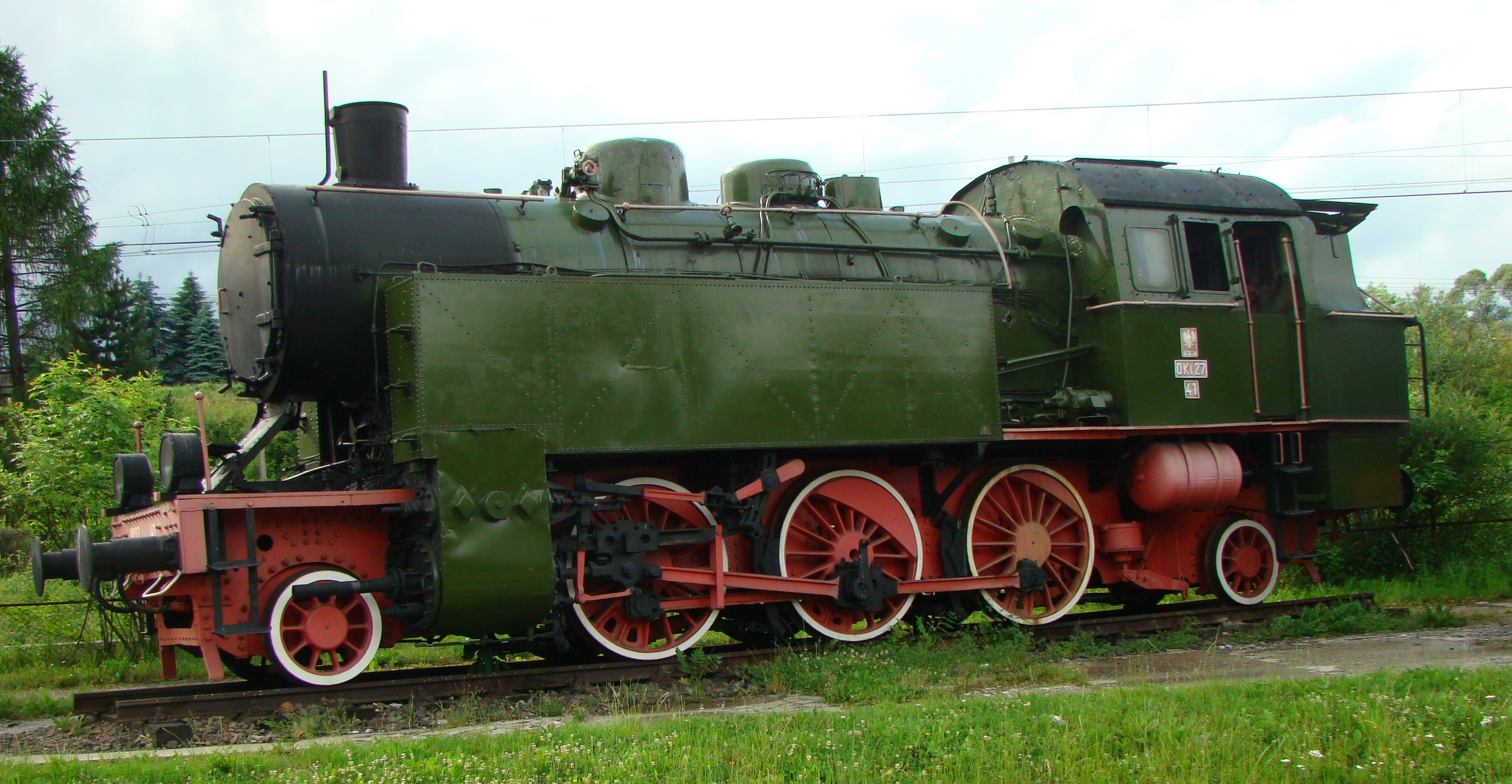
Pierwszy całkowicie polski parowóz – OKl27

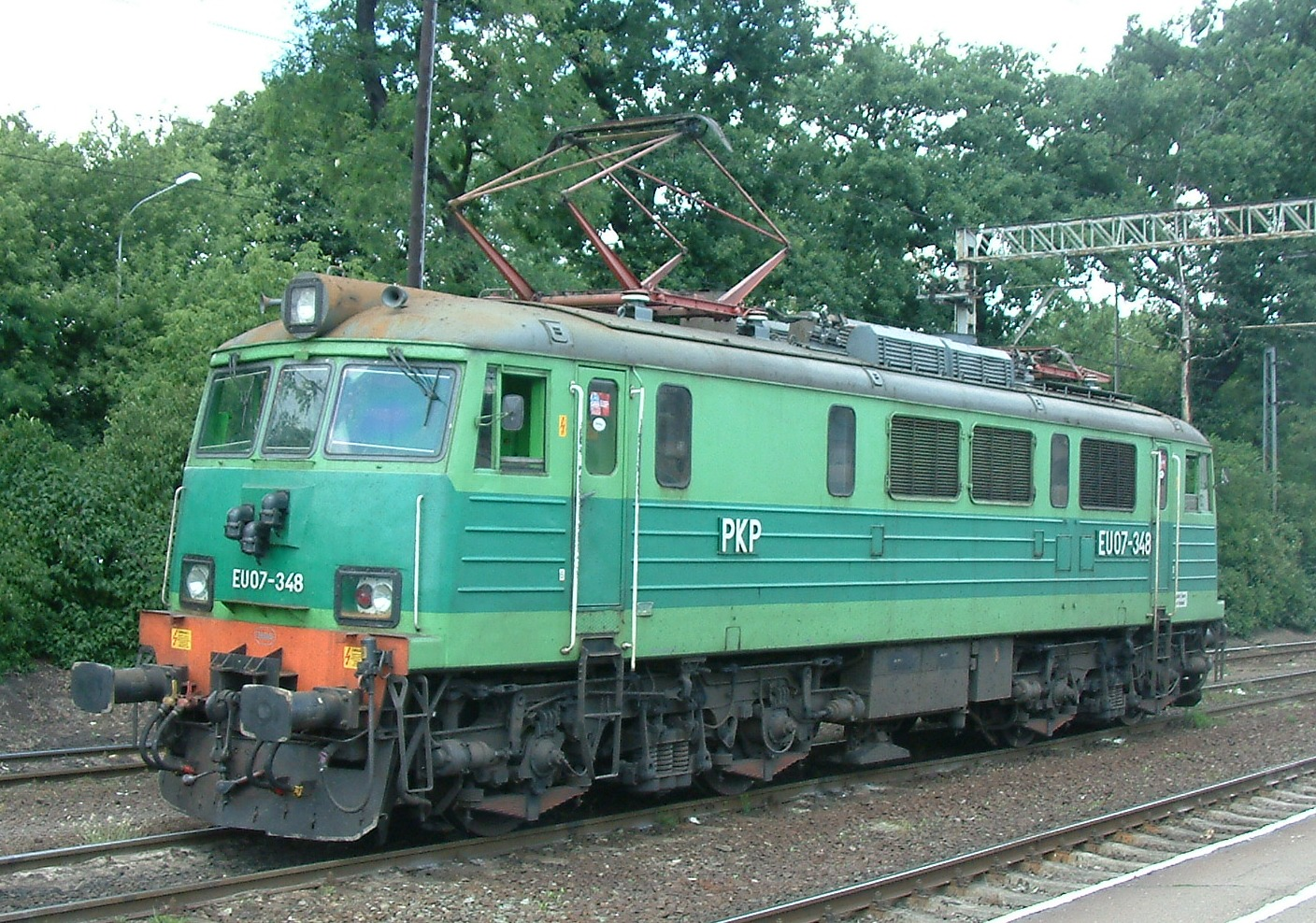
HCP 303E

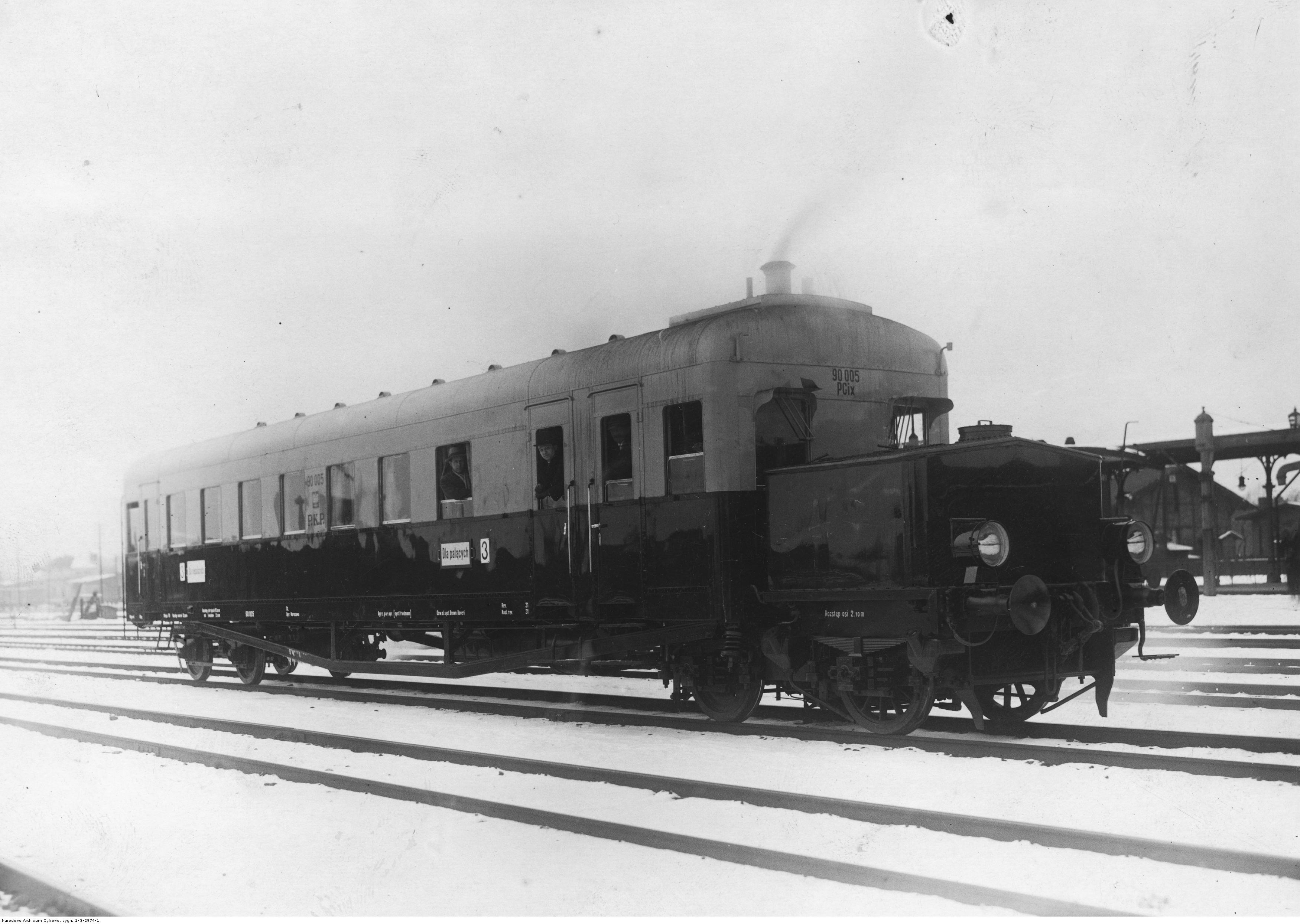
Wagon parowy serii PCix z 1931

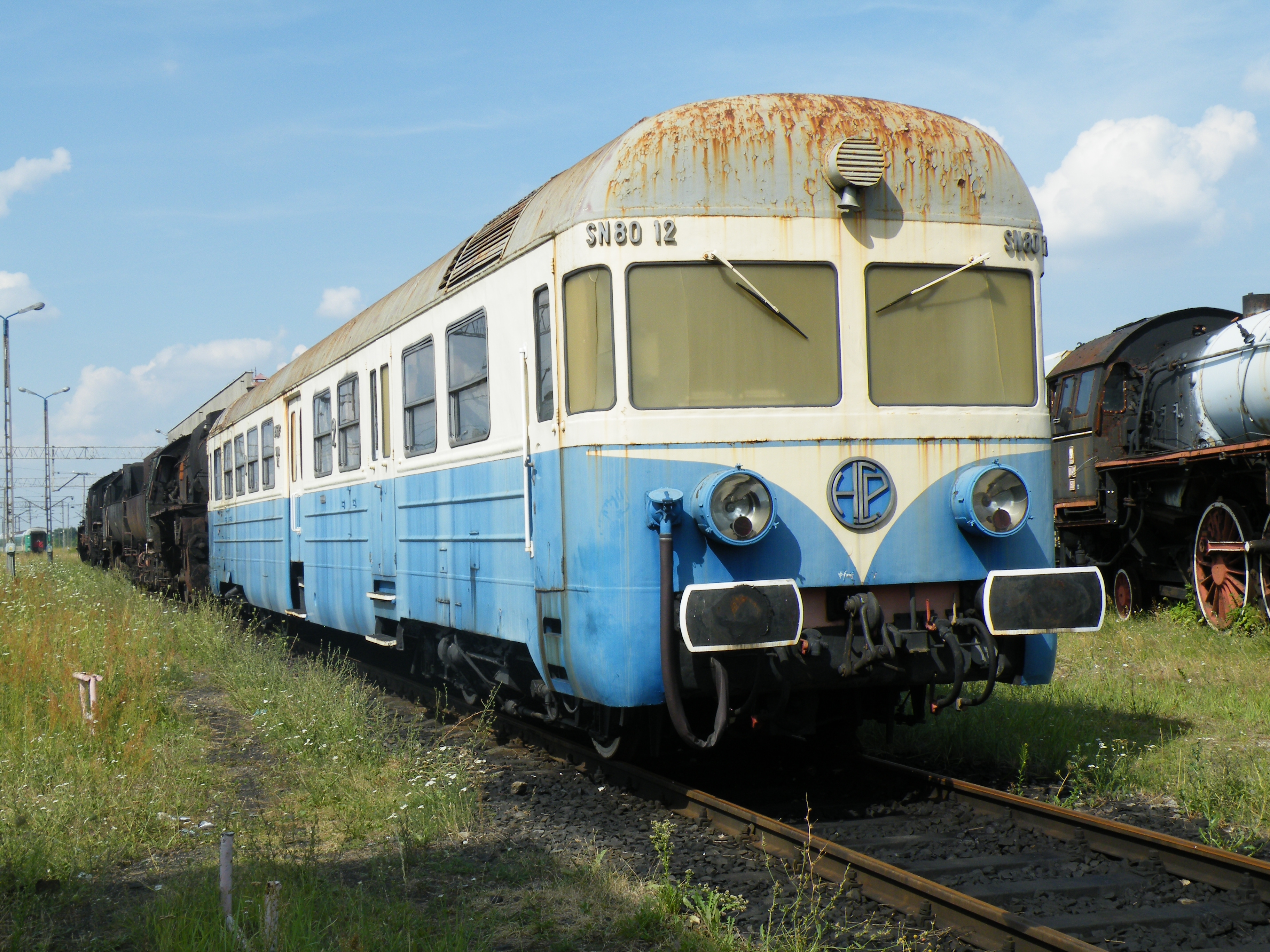
Wagon silnikowy serii SN80

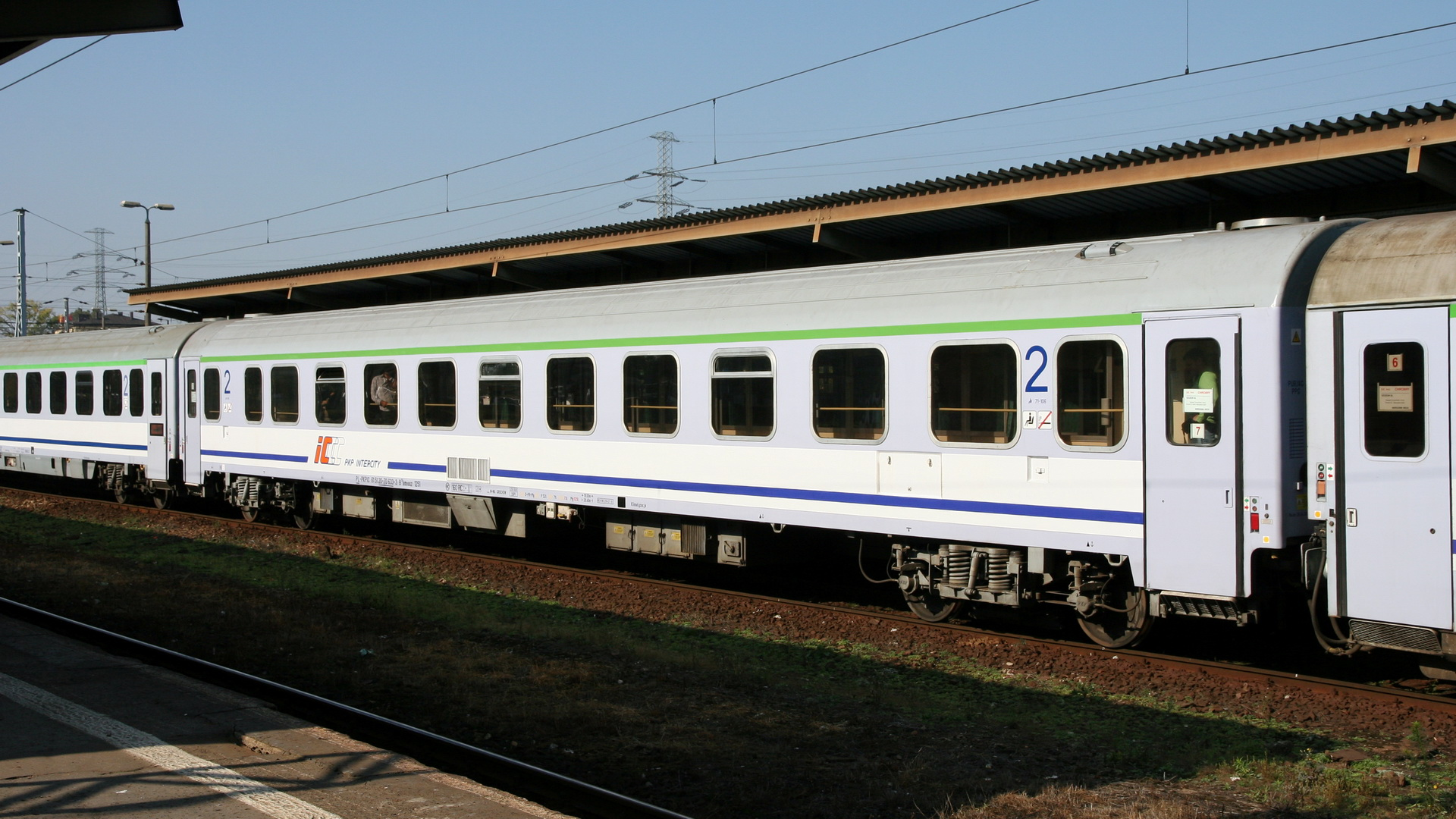
Wagon standardu Z2 typu 144Aa

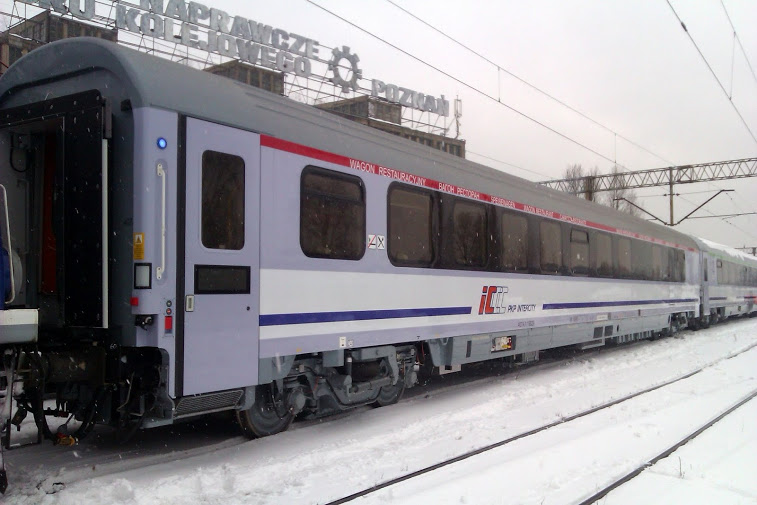
Wagon standardu Z1 typu 407A

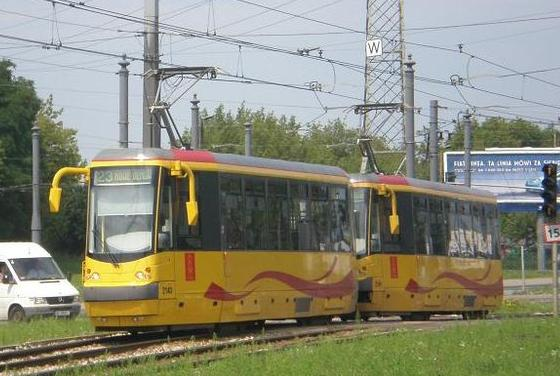
Tramwaj 123N

| Typ                           | Seria             | Lata produkcji      | Liczba sztuk      | Uwagi                                                                                | Źródła                      |
| Lokomotywy parowe             | Lokomotywy parowe | Lokomotywy parowe   | Lokomotywy parowe | Lokomotywy parowe                                                                    | Lokomotywy parowe           |
| ----------------------------- | ----------------- | ------------------- | ----------------- | ------------------------------------------------------------------------------------ | --------------------------- |
| –                             | Ty23              | 1926–1932           | 164               |                                                                                      | [ 5 ]                       |
| –                             | OKl27             | 1928–1933           | 122               |                                                                                      | [ 6 ]                       |
| –                             | Pu29              | 1931                | 3                 |                                                                                      | [ 18 ]                      |
| –                             | OKz32             | 1934–1936           | 25                |                                                                                      | [ 19 ]                      |
| –                             | Ty37              | 1937–1938           | 27                | przedwojenna produkcja zakładów HCP na potrzeby PKP                                  | [ 20 ]                      |
| –                             | Ty37              | 1940–1941           | 10                | produkcja zakładów DWM Posen na potrzeby III Rzeszy                                  | [ 20 ]                      |
| –                             | Ty42              | 1943–1945           | 367               | produkcja zakładów DWM Posen na potrzeby III Rzeszy                                  | [ 8 ]                       |
| –                             | Ty42              | 1945–1946           | 83                | powojenna produkcja zakładów HCP na potrzeby PKP                                     | [ 8 ]                       |
| –                             | Ty45              | 1946–1951           |                   | łączna produkcja 448 sztuk w zakładach HCP i Fablok                                  | [ 21 ]                      |
| –                             | Pt47              | 1948–1951           | 60                |                                                                                      | [ 22 ]                      |
| –                             | TKt48             | 1950–1952           |                   | łączna produkcja 91 sztuk w zakładach HCP i Fablok                                   | [ 23 ]                      |
| –                             | Ty51              | 1953–1958           | 232               |                                                                                      | [ 24 ]                      |
| Lokomotywy spalinowe          |                   |                     |                   |                                                                                      |                             |
| 301D                          | –                 | 1967                | 1                 | prototyp nieodebrany przez PKP                                                       | [ 25 ]                      |
| 301Da                         | SP45              | 1968                | 1                 | prototyp                                                                             | [ 9 ]                       |
| 301Db                         | SP45              | 1970–1976           | 265               |                                                                                      | [ 9 ]                       |
| 303D                          | SU46              | 1974–1977           | 52                |                                                                                      | [ 9 ]                       |
| 302D                          | SP47              | 1975–1977           | 2                 | prototypy                                                                            | [ 9 ]                       |
| 301Dc                         | –                 | 1977                | 3                 | eksport do Libanu                                                                    | [ 9 ]                       |
| 303D                          | SU46              | 1985                | 2                 | rekonstrukcja z zachowaniem typu                                                     | [ 26 ]                      |
| Lokomotywy elektryczne        |                   |                     |                   |                                                                                      |                             |
| –                             | EL.200            | 1937                | 4                 |                                                                                      | [ 5 ]                       |
| 203E                          | ET41              | 1977–1983           | 200               |                                                                                      | [ 9 ]                       |
| 303E                          | EU07              | 1983–1992           | 242               |                                                                                      | [ 9 ]                       |
| 405E                          | EM10              | 1990–1991           | 4                 | prototypy                                                                            | [ 9 ]                       |
| Elektryczne zespoły trakcyjne |                   |                     |                   |                                                                                      |                             |
| –                             | E-91              | 1936–1939           |                   | łączna produkcja wagonów doczepnych do 76 zespołów w zakładach HCP i Zieleniewskiego | [ 27 ]                      |
| Hybrydowe zespoły trakcyjne   |                   |                     |                   |                                                                                      |                             |
| 227M                          | FPS Plus          | 2023                | 1                 | Jednostka dwuczłonowa                                                                | [ 28 ]                      |
| 228M                          | FPS Plus          | 2024                | 1                 | Jednostka trójczłonowa                                                               | [ 28 ]                      |
| Wagony silnikowe              |                   |                     |                   |                                                                                      |                             |
| –                             | PCix              | 1931                | 10                |                                                                                      | [ 7 ]                       |
| Luxtorpeda                    | SBx               | 1934–1939           | 21                |                                                                                      |                             |
| 5M                            | SN80              | 1961–1964           | 13                |                                                                                      | [ 9 ]                       |
| Wagony osobowe                |                   |                     |                   |                                                                                      |                             |
| –                             | Gmx               | 1928                | 5                 |                                                                                      | [ 29 ]                      |
| –                             | –                 | 1928–1930           | 10                | wagony restauracyjne dla Paryża                                                      | [ 5 ]                       |
| –                             | Chxz              | 1928–1939           | 70                |                                                                                      | [ 29 ]                      |
| –                             | Chrz              | 1930–1938           | 130               |                                                                                      | [ 29 ]                      |
| –                             | Churz             | 1934, 1939          | 35                |                                                                                      | [ 29 ]                      |
| 23W                           | Chxz              | 1946–1950           | 486               |                                                                                      | [ 29 ]                      |
| 11A 12A 13A                   | –                 | 1948–1950           | 25                |                                                                                      | [ 29 ]                      |
| –                             | –                 | 1950–1960           | 2846              | wagony różnych typów dla ZSRR                                                        | [ 5 ]                       |
| 14A                           | –                 | 1954                | 1                 | prototyp                                                                             | [ 29 ]                      |
| 1F 2F 3F                      | –                 | 1954–1957           | 182               |                                                                                      | [ 29 ]                      |
| 43A                           | –                 | 1957–1962           |                   |                                                                                      | [ 29 ]                      |
| 101A                          | –                 | 1962–1964           |                   |                                                                                      | [ 29 ]                      |
| 102A                          | –                 | 1964–1965           |                   |                                                                                      | [ 29 ]                      |
| 104A                          | –                 | 1964–1965           | 80                |                                                                                      | [ 29 ]                      |
| 112Ad 112Af                   | –                 | 1967–1969           | 130               |                                                                                      | [ 29 ]                      |
| 110A                          | –                 | 1969                |                   | prototypy                                                                            | [ 29 ]                      |
| 111A                          | –                 | 1969–1971 1977–1978 |                   |                                                                                      | [ 29 ]                      |
| 110A                          | –                 | 1971–1973 1976–1977 |                   |                                                                                      | [ 29 ]                      |
| 113A                          | –                 | 1972                | 1                 | prototyp                                                                             | [ 29 ]                      |
| 113A                          | –                 | 1974–1976           | 230               |                                                                                      | [ 29 ]                      |
| 104A                          | –                 | 1978                | 100               |                                                                                      | [ 29 ]                      |
| 134Aa                         | Bcdn              | 1988                | 2                 | prototypy                                                                            | [ 30 ]                      |
| 134Ab                         | Bcdmnu            | 1991–1992           | 12                |                                                                                      | [ 31 ]                      |
| 139A                          | Admnu             | 1991–1993           | 17                |                                                                                      | [ 32 ]                      |
| 136A                          | Bdmnu             | 1991–1994           | 44                |                                                                                      | [ 33 ]                      |
| 145A                          | Admnu             | 1994                | 8                 |                                                                                      | [ 34 ]                      |
| 144A                          | Bdmnu             | 1994–1995           | 23                |                                                                                      | [ 35 ]                      |
| 144Aa                         | Bdimnu            | 1995                | 2                 |                                                                                      | [ 35 ]                      |
| 145Ab                         | Ademnu            | 1996                | 10                |                                                                                      | [ 36 ]                      |
| 152A                          | Adhmnu            | 1997–1998           | 15                |                                                                                      | [ 37 ]                      |
| 154A                          | Bdhmnu            | 1998–1999           | 10                |                                                                                      | [ 38 ]                      |
| 154Aa                         | Bdhmnu            | 1999–2003           | 30                |                                                                                      | [ 38 ]                      |
| 145Ac                         | Ademnu            | 2000                | 2                 |                                                                                      | [ 36 ]                      |
| 305Ab                         | S                 | 2000                | 1                 | prototyp                                                                             | [ 39 ]                      |
| 152Aa                         | Adhmnu            | 2000, 2003          | 9                 |                                                                                      | [ 37 ]                      |
| 305Ad                         | WLABdmnu          | 2004                | 10                |                                                                                      | [ 39 ]                      |
| 305Ad2                        | –                 | 2008                | 2                 | wagony z możliwością wymiany wózków 1435/1520 mm dla BCz                             | [ 40 ]                      |
| 158A                          | –                 | 2010–?              | 7                 |                                                                                      | [ 41 ] [ 42 ] [ 43 ] [ 44 ] |
| 159A                          | –                 | 2010–?              | 16                |                                                                                      | [ 41 ] [ 42 ] [ 43 ] [ 44 ] |
| 156A                          | –                 | 2012–?              | 7                 |                                                                                      | [ 41 ] [ 42 ] [ 43 ] [ 44 ] |
| 156A (pierw. 166A)            | –                 | 2013                | 4                 |                                                                                      | [ 45 ]                      |
| 156A (pierw. 167A)            | –                 | 2014                | 8                 |                                                                                      | [ 45 ]                      |
| 158A (pierw. 164A)            | –                 |                     | 4                 |                                                                                      | [ 46 ]                      |
| 159A (pierw. 165A)            | –                 | 2014–2015           | 9                 |                                                                                      | [ 46 ]                      |
| 157Aa                         | –                 |                     | 2                 |                                                                                      | [ 42 ] [ 43 ] [ 44 ]        |
| 407A                          | –                 |                     | 2                 |                                                                                      | [ 42 ] [ 43 ] [ 44 ]        |
| Tramwaje                      |                   |                     |                   |                                                                                      |                             |
| –                             | –                 | 1937                | 10                | wagony dla Poznańskiej Kolei Elektrycznej                                            | [ 5 ]                       |
| 115N                          | –                 | 1995                | 1                 | przebudowa 2 wagonów 105N na tramwaj dwuprzegubowy                                   | [ 47 ]                      |
| 123N                          | –                 | 2006–2007           | 30                |                                                                                      | [ 48 ]                      |
| 118N                          | –                 | 2007                | 1                 | prototyp                                                                             | [ 49 ]                      |

## Prezentacje na targach

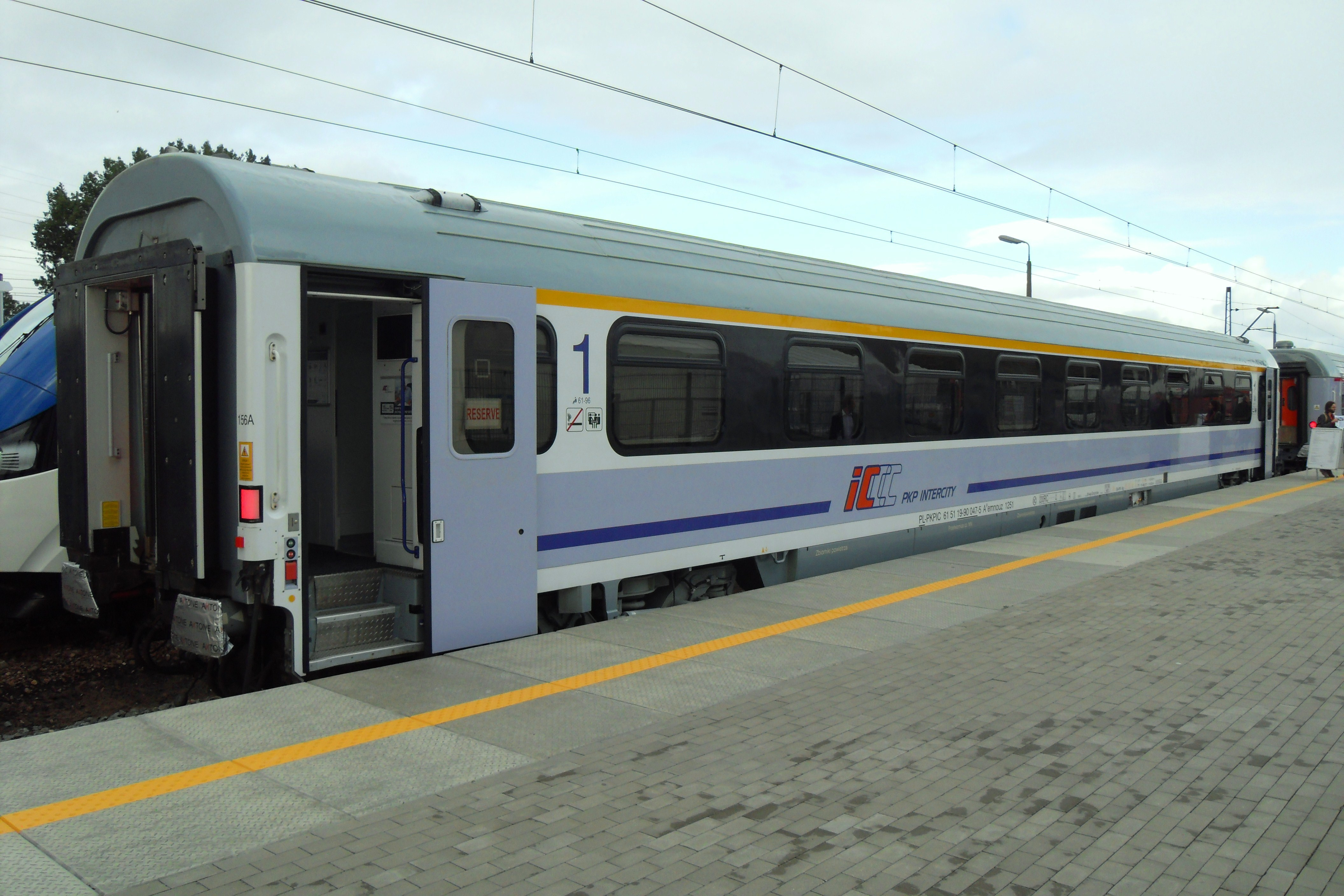
Wagon 156A na targach Trako 2013

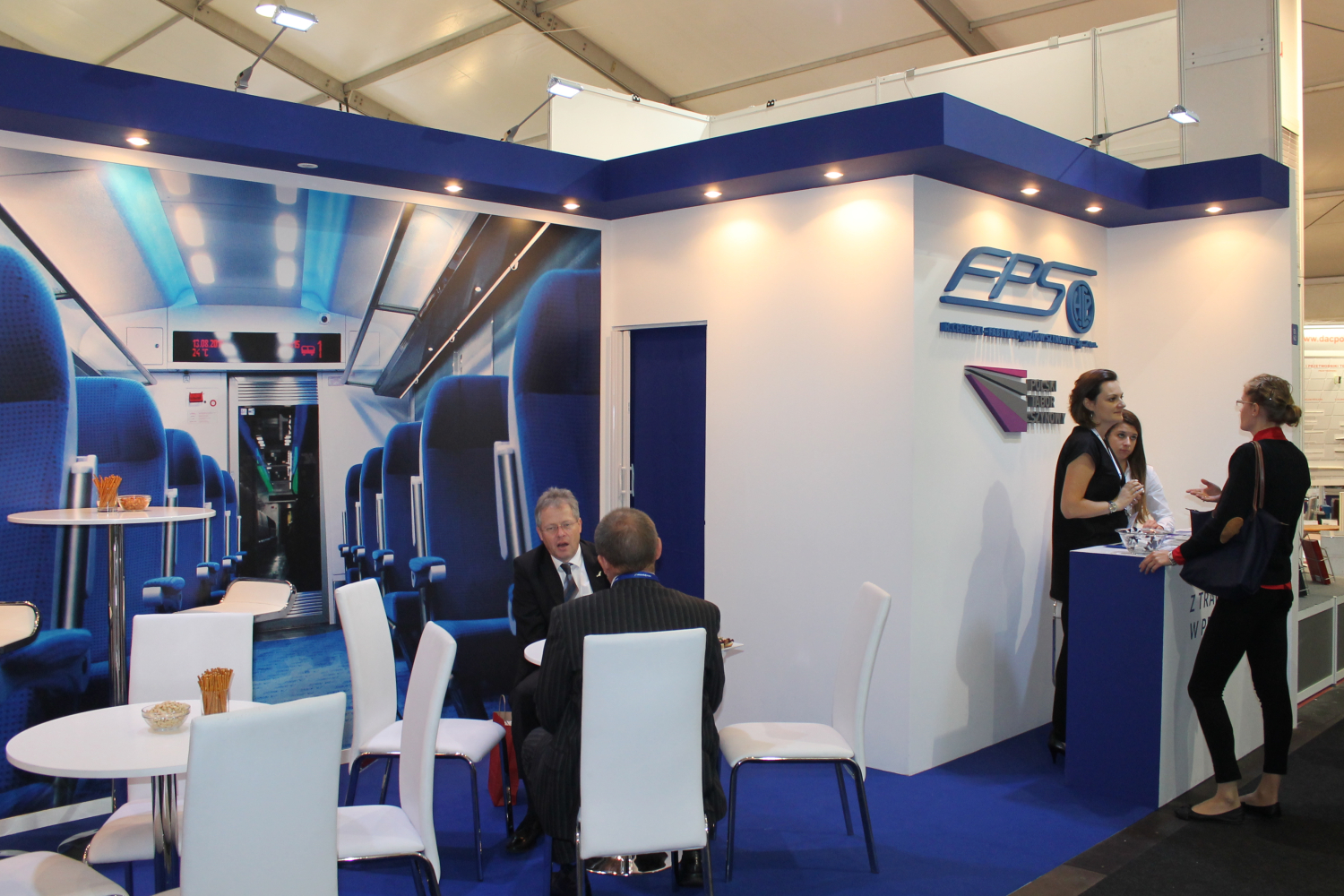
Stoisko przedsiębiorstwa na targach Trako 2015

| Rok  | Targi                                                    | Tabor                                                                      | Źródła |
| ---- | -------------------------------------------------------- | -------------------------------------------------------------------------- | ------ |
| 1961 | 30. Międzynarodowe Targi Poznańskie                      | Spalinowy wagon silnikowy SN80-01                                          | [ 50 ] |
| 1968 | 37. Międzynarodowe Targi Poznańskie                      | Lokomotywa spalinowa typu 301Da                                            | [ 51 ] |
| 1971 | 40. Międzynarodowe Targi Poznańskie                      | Lokomotywa spalinowa SP45-008                                              | [ 52 ] |
| 1973 | 42. Międzynarodowe Targi Poznańskie                      | Lokomotywa spalinowa SP45-071                                              | [ 52 ] |
| 1974 | wystawa w Turynie                                        | Lokomotywa spalinowa SP45-134                                              | [ 52 ] |
| 1975 | 44. Międzynarodowe Targi Poznańskie                      | Lokomotywa spalinowa SP45-177                                              | [ 52 ] |
| 1976 | 45. Międzynarodowe Targi Poznańskie                      | Lokomotywa spalinowa SP47-001                                              | [ 53 ] |
| 1994 | 66. Międzynarodowe Targi Poznańskie                      | Wagon osobowy typu 145A                                                    | [ 54 ] |
| 1995 | 67. Międzynarodowe Targi Poznańskie                      | Prototypowy tramwaj typu 115N                                              | [ 55 ] |
| 1996 | 68. Międzynarodowe Targi Poznańskie                      | Wagon osobowy typu 145Ab                                                   | [ 36 ] |
| 1998 | 70. Międzynarodowe Targi Poznańskie                      | Wagon osobowy typu 152A                                                    | [ 54 ] |
| 1998 | II Międzynarodowe Targi Kolejnictwa „Kolej” w Bydgoszczy | Wagon osobowy typu 154A                                                    | [ 54 ] |
| 2000 | 72. Międzynarodowe Targi Poznańskie                      | Prototypowy wagon osobowy typu 305Ab                                       | [ 39 ] |
| 2001 | 73. Międzynarodowe Targi Poznańskie                      | Wagon osobowy typu 154Aa                                                   | [ 56 ] |
| 2004 | 76. Międzynarodowe Targi Poznańskie                      | Wagon osobowy typu 305Ad                                                   | [ 54 ] |
| 2007 | 79. Międzynarodowe Targi Poznańskie                      | Prototypowy tramwaj typu 118N Puma                                         | [ 57 ] |
| 2007 | Trako                                                    | Prototypowy tramwaj typu 118N Puma                                         | [ 58 ] |
| 2008 | Transporta                                               | Prototypowy tramwaj typu 118N Puma i wagon osobowy Z1                      | [ 59 ] |
| 2008 | InnoTrans                                                | Prototypowy tramwaj typu 118N Puma                                         | [ 60 ] |
| 2009 | Trako                                                    | Wagon osobowy typu 158A                                                    | [ 41 ] |
| 2013 | Trako                                                    | Wagony osobowe typu 156A i 166A                                            | [ 61 ] |
| 2017 | Trako                                                    | Wagon osobowy typu 144A i EZT EN57FPS                                      | [ 62 ] |
| 2019 | Trako                                                    | Zmodernizowane wagony dla PKP IC oraz wózek do jazdy z prędkością 200 km/h | [ 63 ] |
| 2021 | Trako                                                    | Prezentacja HZT FPS Plus 227m-001                                          | [65]   |
| 2024 | InnoTrans                                                | Zmodernizowany wagon Z1B dla PKP IC                                        | [ 64 ] |

## Nagrody i wyróżnienia
- 1994 – Złoty Medal na 66. Międzynarodowych Targach Poznańskich dla wagonu 145A[54]
- 1998 – Złoty Medal na 70. Międzynarodowych Targach Poznańskich dla wagonu 152A[54]
- 1998 – Grand Prix na II Międzynarodowych Targach Kolejnictwa „Kolej” w Bydgoszczy dla wagonu 154A[54]
- 2004 – Złoty Medal na 76. Międzynarodowych Targach Poznańskich dla wagonu 305Ad[54]